# Dick's Picks Volume 27
Dick's Picks Volume 27 je koncertní album skupiny Grateful Dead. Jedná se o sedmadvacátou část série Dick's Picks. Převážná část skladeb byla nahrána 16. prosince 1992 v Oakland Coliseum Arena v Oaklandu a některé následující den v Oakland Coliseum ve stejném městě. Album vyšlo 17. ledna 2003 u Grateful Dead Records.

## Seznam skladeb
| Disk 1 | Disk 1                                              | Disk 1         | Disk 1 |
| Pořadí | Název                                               | Autor          | Délka  |
| ------ | --------------------------------------------------- | -------------- | ------ |
| 1.     | Feel Like a Stranger                                | Barlow, Weir   | 9:20   |
| 2.     | Brown-Eyed Women                                    | Hunter, Garcia | 5:22   |
| 3.     | The Same Thing                                      | Dixon          | 8:09   |
| 4.     | Loose Lucy                                          | Hunter, Garcia | 7:21   |
| 5.     | Stuck Inside of Mobile with the Memphis Blues Again | Dylan          | 9:18   |
| 6.     | Row Jimmy                                           | Hunter, Garcia | 10:10  |
| 7.     | Let It Grow                                         | Barlow, Weir   | 13:05  |

| Disk 2 | Disk 2              | Disk 2              | Disk 2 |
| Pořadí | Název               | Autor               | Délka  |
| ------ | ------------------- | ------------------- | ------ |
| 1.     | Shakedown Street    | Hunter, Garcia      | 12:59  |
| 2.     | Samson and Delilah  | trad., arr. by Weir | 7:28   |
| 3.     | Ship of Fools       | Hunter, Garcia      | 7:39   |
| 4.     | Playing in the Band | Hunter, Hart, Weir  | 12:33  |
| 5.     | Drums               | Hart, Kreutzmann    | 14:41  |
| 6.     | Space               | Garcia, Lesh, Weir  | 10:56  |

| Disk 3         | Disk 3                   | Disk 3                                                | Disk 3 |
| Pořadí         | Název                    | Autor                                                 | Délka  |
| -------------- | ------------------------ | ----------------------------------------------------- | ------ |
| 1.             | Dark Star                | Hunter, Garcia, Hart, Kreutzman, Lesh, McKernan, Weir | 8:56   |
| 2.             | All Along the Watchtower | Dylan                                                 | 6:38   |
| 3.             | Stella Blue              | Hunter, Garcia                                        | 8:43   |
| 4.             | Good Lovin'              | Resnick, Clark                                        | 8:30   |
| 5.             | Casey Jones              | Hunter, Garcia                                        | 5:38   |
| 6.             | Throwing Stones          | Barlow, Weir                                          | 9:43   |
| 7.             | Not Fade Away            | Holly, Petty                                          | 10:58  |
| 8.             | Baba O'Riley             | Townshend                                             | 3:28   |
| 9.             | Tomorrow Never Knows     | Lennon, McCartney                                     | 4:46   |
| Celková délka: | Celková délka:           | Celková délka:                                        | 196:21 |

## Sestava
- Jerry Garcia – sólová kytara, zpěv
- Bob Weir – rytmická kytara, zpěv
- Phil Lesh – basová kytara, zpěv
- Vince Welnick – klávesy, zpěv
- Mickey Hart – bicí, perkuse
- Bill Kreutzman – bicí, perkuse